# Stawros Michailidis
Stawros Michailidis gr. Σταύρος Μιχαηλίδης (ur. 20 listopada 1970 w Limassol) – cypryjski pływak, olimpijczyk.
Brał udział na trzech olimpiadach (LIO 1992, LIO 1996, LIO 2000). Na pierwszych igrzyskach startował na dystansach: 50 i 100 m kraulem. Na 50 m zajął 20. miejsce, a na 100 m 44. miejsce. Na drugiej olimpiadzie zajął 31. i 50. miejsce, również na 50 i 100 m kraulem. Na ostatnich igrzyskach startował tylko na 50 m. Zajął 27. miejsce.